# Aulacodes peribocalis
Aulacodes peribocalis là một loài bướm đêm trong họ Crambidae.